# The New Mastersounds

The New Mastersounds est un groupe de funk formé en 1999 à Leeds, dont les compositions, principalement instrumentales, sont un mélange d'influences soul et jazz.
Formé sur les bases du groupe The Mastersounds, actif de 1997 à 1999 et dont Simon Allen et Eddie Roberts étaient membres, la véritable identité du groupe prendra forme à la suite de l'arrivée de Pete Shand et Bob Birch (respectivement bassiste et claviériste) en 1999.
En France, le morceau The rooster (tiré de l'album Keb Darge presents the New Mastersounds) est plus connu comme étant l'indicatif musical de l'émission L'Équipe du dimanche diffusée sur Canal+.

## Membres actuels
- Eddie Roberts : guitare
- Pete Shand : basse
- Simon Allen : batterie
- Joe Tatton : clavier (depuis 2007)

## Anciens membres
- Bob Birch : clavier
- Rob Lavers : saxophone

## Collaborations
En tant que groupe, et à titre individuel, les New Mastersounds ont collaboré avec un grand nombre de musiciens, DJs et producteurs, dont : Soul Rebels Brass Band (en), Lou Donaldson (Blue Note), Corinne Bailey Rae (EMI), Quantic (en) (Tru Thoughts), Carleen Anderson (en) (Young Disciples (en) / Brand New Heavies), Keb Darge (en) et Kenny Dope (Kay Dee Records), John Arnold (Ubiquity), Mr Scruff (Ninja Tuna (en)), Snowboy (Ubiquity), Fred Everything (en) (2020 Vision), Andy Smith (Portishead), James Taylor (James Taylor Quartet (en)), LSK (en) (Faithless) et Karl Denson (en) (Lenny Kravitz, The Greyboy Allstars).

## Discographie

### Albums studio
- 2024 : Old School
- 2022 : The Deplar effect
- 2018 : Renewable Energy
- 2016 : The Nashville Session
- 2014 : Therapy
- 2012 : Out on the faultline
- 2011 : Breaks from the border
- 2009 : Ten years on
- 2008 : Plug & play
- 2007 : 102%
- 2005 : This is what we do
- 2004 : Move on
- 2004 : Roughneck
- 2003 : Be yourself
- 2001 : Keb Darge presents The New Mastersounds

### Albums live
- 2011 : Live from N.O.L.A
- 2007 : Live in San Francisco
- 2006 : Live at La Cova

### Compilations & remixes
- 2007 : An introduction to the New Mastersounds
- 2007 : Re::mixed